# Attentat de Parachinar
L'attentat du 21 janvier 2017 à Parachinar est un attentat à la bombe qui a eu lieu dans un marché de Parachinar au Pakistan. Il se produit au sein des régions tribales dans lesquelles se déroulent un conflit meurtrier entre insurgés djihadistes et le pouvoir pakistanais. La ville est de plus connue pour ses affrontements sectaires, alors qu'elle est une enclave chiite dans un pays majoritairement sunnite.

## Contexte
La ville de Parachinar, majoritairement chiite, se situe dans les régions tribales du nord-ouest du Pakistan, dominées par les tribus sunnites. Depuis 2004, ces régions sont au centre d'un conflit armé qui oppose le Pakistan et les États-Unis aux talibans du Tehrik-e-Taliban Pakistan principalement, un groupe sunnite djihadiste. La minorité chiite est ainsi régulièrement attaquée.
Le marché en question, que les locaux appellent le « marché Eidgah », est spécialisé dans les fruits et légumes. Dans le passé, il y a déjà eu des attentats dans ce marché très fréquenté.

## Déroulement
Vers 8 h 50 (UTC+05:00), en pleine heure d'affluence du marché, une bombe cachée dans une caisse de légumes est actionnée à distance faisant de nombreux morts et blessés. De nombreux blessés sont pris en charge par la foule et conduits à l’hôpital dans des véhicules privés.

## Bilan
Le dernier bilan provisoire fait état de vingt-sept morts, dont deux mineurs, et quatre-vingt-sept blessés.

## Revendication et réactions
L'attentat est revendiqué par le Tehrik-e-Taliban Pakistan (TTP), le plus important des groupes djihadistes impliqués dans l'insurrection islamiste, et le Lashkar-e-Jhangvi. Le dernier groupe affirme qu'il a agi avec l'aide d'un groupe dissident du TTP.
Le Premier ministre Nawaz Sharif exprime ses condoléances pour les victimes dans la journée de l'attaque, puis le ministre de l'intérieur Nisar Ali Khan dénonce l'attaque et promet une enquête. Le chef de l'armée Qamar Javed Bajwa annonce la mobilisation des forces aériennes pour le transfert de blessés graves vers des hôpitaux mieux équipés, comme Peshawar.

## Enquête
Le 22 janvier, la police locale affirme que sept suspects ont été arrêtés. Le 30 janvier, huit suspects supplémentaires sont arrêtés.